# Ylfete Fanaj
Ylfete Fanaj, née le 11 juillet 1982 à Prizren, est une personnalité politique suisse (originaire de Sursee), membre du Parti socialiste.
Elle est élue le 14 mai 2023 au Conseil d'État du canton de Lucerne.

## Biographie

### Origines, enfance et famille
Ylfete Fanaj naît le 11 juillet 1982 à Prizren (alors en Yougoslavie et désormais au Kosovo). Elle est binationale suisso-kosovare,,.
Son père est un travailleur saisonnier dans une brasserie en Suisse dans les années 1980. ll est rejoint en 1990 par sa femme et leurs deux plus jeunes enfants. Ylfete, restée à Prizren avec sa sœur aînée chez leur grand-mère, les rejoint en Suisse à l'âge de neuf ans,,. Elle grandit ensuite à Sursee avec ses trois frères et sœurs. Son père exerce ensuite la profession de chauffeur de poids lourd, tandis que la mère tient le foyer familial.
Elle est mariée à un Jurassien et mère d'un enfant. Elle habite à Lucerne.

### Formation et études
Au terme de sa scolarité obligatoire et malgré ses bons résultats, elle fait une dixième année d'école faute de trouver une place d'apprentissage. Elle entame l'année suivante un apprentissage d'employée de commerce et se fait naturaliser en 2001 à Sursee.
Elle obtient en cours d'emploi une maturité professionnelle en 2005, puis un bachelor à la Haute École de travail social de Lucerne en 2009. Elle étudie ensuite le droit pendant deux ans à l'Université de Lucerne (études inachevées) puis s'inscrit à nouveau à la Haute École de travail social, où elle obtient en 2018 une maîtrise universitaire,.

### Parcours professionnel
Elle est préposée à l'intégration pendant six ans dans le canton voisin de Nidwald, puis occupe un poste de responsable pour la Suisse alémanique d'un projet d'intégration dans le monde du travail d'adolescents en fin de scolarité obligatoire. Elle démissionne en 2023 pour se concentrer sur sa candidature au gouvernement lucernois,.

## Parcours politique
Ses premiers pas en politique se font au sein de la section lucernoise du mouvement Secondos plus du Parti socialiste, qui défend les droits des migrants et des étrangers de la seconde génération. Elle préside l'association de 2009 à 2012.
Elle est membre de 2007 à 2011 du Grand Conseil de ville (législatif) de Lucerne. Elle y accède initialement non par l'urne, mais par désignation interne par l'assemblée générale de son parti, aucun des candidats qui s'étaient présentés lors de l'élection n'étant disponible.
Elle siège ensuite au Conseil cantonal de Lucerne à partir du 20 juin 2011. Elle dirige son groupe parlementaire de 2015 à 2019 et préside le parlement cantonal de juillet 2020 à juin 2021. Elle est la première migrante à occuper ce poste.
Elle est candidate au Conseil national en 2007 (sur la liste Second@s plus de son parti), 2011, 2015 et 2019.
Elle est élue au deuxième tour au Conseil d'État du canton de Lucerne le 14 mai 2023, permettant à son parti d'être à nouveau représenté au gouvernement après la perte de son unique siège en 2015, à la suite de la démission d'Yvonne Schärli. Elle est la première personne originaire d'ex-Yougoslavie membre d'un gouvernement cantonal suisse. Elle se voit confier la responsabilité du département de la justice et de la sécurité.

### Positionnement politique
Elle se situe sur l'aile gauche de son parti.

### Autres activités
Elle est l'un des membres fondateurs, en 2013, de l'association lucernoise LISA de défense des droits des travailleurs du sexe,.